# Breviceps fuscus
Breviceps fuscus é uma espécie de anfíbio da família Microhylidae.
É endémica da África do Sul.
Os seus habitats naturais são: florestas temperadas e matagais mediterrânicos.
Está ameaçada por perda de habitat.